# Condado de Dewey (Oklahoma)
El condado de Dewey (en inglés: Dewey County), fundado en 1892, es un condado del estado estadounidense de Oklahoma. En el año 2000 tenía una población de 4.743 habitantes con una densidad de población de una persona por km². La sede del condado es Taloga.

## Geografía
Según la oficina del censo el condado tiene una superficie total de 2611 km² (1008,1 mi²), de los que 2590 km² (1000,0 mi²) son tierra y 21 km² (8,1 mi²) (0,81%) son agua.

### Condados adyacentes
- Condado de Woodward y Condado de Major - norte
- Condado de Blaine - este
- Condado de Custer - sur
- Condado de Roger Mills - suroeste
- Condado de Ellis - noroeste

### Principales carreteras y autopistas
- U.S. Autopista 60
- U.S. Autopista 183
- U.S. Autopista 270/ U.S. Autopista 281
- Autopista estatal 34
- Autopista estatal 47
- Autopista estatal 51

## Demografía
Según el censo del 2000 la renta per cápita media de los habitantes del condado era de 28.172 dólares y el ingreso medio de una familia era de 36.114 dólares. En el año 2000 los hombres tenían unos ingresos anuales 26.675 dólares frente a los 18.548 dólares que percibían las mujeres. El ingreso por habitante era de 15.806 dólares y alrededor de un 15,00% de la población estaba bajo el umbral de pobreza nacional.

## Ciudades y pueblos
- Camargo
- Leedey
- Oakwood
- Putnam
- Seiling
- Taloga
- Vici